# Shapiro-Ungleichung
Die Shapiro-Ungleichung ist eine für Folgen positiver Zahlen geltende Ungleichung der Mathematik. Sie ist nach Harold Shapiro benannt.

## Ungleichung
Es sei 
{\displaystyle x_{1},x_{2},x_{3},\ldots }
eine Folge positiver reeller Zahlen. 
Dann gilt für alle geraden Zahlen {\displaystyle n\leq 12} und alle ungeraden Zahlen {\displaystyle n\leq 23} die Ungleichung
{\displaystyle {\frac {x_{1}}{x_{2}+x_{3}}}+{\frac {x_{2}}{x_{3}+x_{4}}}+\ldots +{\frac {x_{n-2}}{x_{n-1}+x_{n}}}+{\frac {x_{n-1}}{x_{n}+x_{1}}}+{\frac {x_{n}}{x_{1}+x_{2}}}\geq {\frac {n}{2}}}.

## Gegenbeispiele
Die Ungleichung gilt im Allgemeinen nicht für gerade Zahlen {\displaystyle n\geq 14} und für ungerade Zahlen {\displaystyle n\geq 25}. 
Das einfachste bekannte Gegenbeispiel für {\displaystyle n=14} ist die Folge
{\displaystyle \epsilon ,42,2,42,4,41,5,39,4,38,2,38,\epsilon ,40}
für hinreichend kleine {\displaystyle \epsilon >0}.